# Zbiór dyskretny
Zbiór dyskretny – podzbiór {\displaystyle D} przestrzeni topologicznej {\displaystyle X,} którego każdy punkt {\displaystyle x} ma takie otoczenie otwarte {\displaystyle U_{x},} że
{\displaystyle D\cap U_{x}=\{x\},}
tj. każdy punkt zbioru {\displaystyle D} jest jego punktem izolowanym. Innymi słowy, podzbiór {\displaystyle D} przestrzeni topologicznej {\displaystyle X} jest dyskretny wtedy i tylko wtedy, gdy {\displaystyle D} z przestrzenią dziedziczoną z {\displaystyle X} jest przestrzenią dyskretną.

## Własności
- Zbiór dyskretny nie zawiera więc żadnego swojego punktu skupienia (o ile takie w ogóle istnieją). Rzeczywiście, jeżeli {\displaystyle x} jest punktem skupienia zbioru podzbioru {\displaystyle D} przestrzeni topologicznej {\displaystyle X} oraz {\displaystyle x\in D} to każde otoczenie punktu {\displaystyle x} zawiera punkt zbioru {\displaystyle D} różny od {\displaystyle x.}
- W dowolnej przestrzeni topologicznej każdy zbiór jednopunktowy jest zbiorem dyskretnym.
- W przestrzeniach T1 każdy zbiór skończony jest zbiorem dyskretnym.
- W przestrzeniach dyskretnych każdy podzbiór jest dyskretny.
- Każdy podzbiór zbioru dyskretnego oraz część wspólna zbiorów dyskretnych są również dyskretne. Suma dwóch zbiorów dyskretnych nie musi być zbiorem dyskretnym (jeżeli dany zbiór dyskretny ma punkt skupienia to jego suma wraz ze zbiorem jednoelementowym złożonym z tego punktu nie będzie zbiorem dyskretnym).

## Przykłady
- W zbiorze liczb rzeczywistych z naturalną topologią następujące zbiory są dyskretne:
  - {\displaystyle A=\{\dots ,-2,-1,0,1,2,\dots \},}
  - {\displaystyle B=\{{\tfrac {1}{1}},{\tfrac {1}{2}},{\tfrac {1}{3}},{\tfrac {1}{4}},\dots \}}[2].
- Lemat Riesza implikuje, że sfera jednostkowa każdej nieskończenie wymiarowej przestrzeni unormowanej zawiera nieskończony, domknięty zbiór dyskretny.